# Levene Gouldin & Thompson Tennis Challenger 2011
Il Levene Gouldin & Thompson Tennis Challenger 2011 è stato un torneo professionistico di tennis maschile giocato sul cemento. È stata la 18ª edizione del torneo, facente parte dell'ATP Challenger Tour nell'ambito dell'ATP Challenger Tour 2011. Si è giocato a Binghamton negli USA dall'8 al 14 agosto 2011.

## Partecipanti

### Teste di serie
| Nazionalità | Giocatore              | Ranking* | Testa di serie |
| ----------- | ---------------------- | -------- | -------------- |
| Sudafrica   | Izak van der Merwe     | 113      | 1              |
| Cile        | Paul Capdeville        | 118      | 2              |
| Stati Uniti | Bobby Reynolds         | 122      | 3              |
| Slovenia    | Grega Žemlja           | 130      | 4              |
| Brasile     | Rogério Dutra da Silva | 132      | 5              |
| Belgio      | Ruben Bemelmans        | 145      | 6              |
| Spagna      | Arnau Brugués-Davi     | 155      | 7              |
| Stati Uniti | Wayne Odesnik          | 161      | 8              |
| Giappone    | Yūichi Sugita          | 164      | 9              |

- 1 Ranking al 1º agosto 2011.

### Altri partecipanti
Giocatori che hanno ricevuto una wild card:
- Alexander Domijan
- Nicolás Massú
- Tennys Sandgren
- Rhyne Williams

Giocatori che sono passati dalle qualificazioni:
- Adam El Mihdawy
- Luka Gregorc
- Dimitar Kutrovsky
- Benjamin Mitchell
- Bruno Semenzato (lucky loseer)

## Campioni

### Singolare
Paul Capdeville ha battuto in finale  Wayne Odesnik con il punteggio di 7–6(4), 6–3

### Doppio
Juan Sebastián Cabal /  Robert Farah hanno battuto in finale  Treat Conrad Huey /  Frederik Nielsen con il punteggio di 6–4, 6–3